# Spiraea humilis
Spiraea humilis là loài thực vật có hoa trong họ Hoa hồng. Loài này được Pojark. miêu tả khoa học đầu tiên.